# Валс (громада)
Валс (нід. Vaals) — муніципалітет і місто в крайній південно-східній частині провінції Лімбург, що знаходиться на південному сході Нідерландів.
Муніципалітет розташован в 22 км на схід від нідерландського Маастріхта, і всього в 5 км на захід від центру німецького Аахена. На території громади знаходиться височина Валсерберг, де розташовані найвища точка Нідерландів (322 м), та перетин кордонів Нідерландів, Бельгії та Німеччини.